# Königlich Sächsisches Landgendarmeriekorps
Das Königlich Sächsische Landgendarmeriekorps war bis 1918 die Gendarmerie des Königreichs Sachsen. Das Korps war im Gegensatz zu der überwiegenden Mehrheit deutscher Gendarmerien eine zivile Institution, aber militärisch organisiert. Die Gendarmen waren daher Zivilstaatsdiener (Beamte) und keine Angehörigen des Soldatenstandes.  

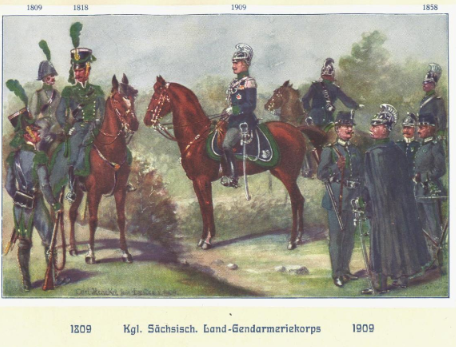
Königlich Sächsische Landgendarmerie

## Geschichte

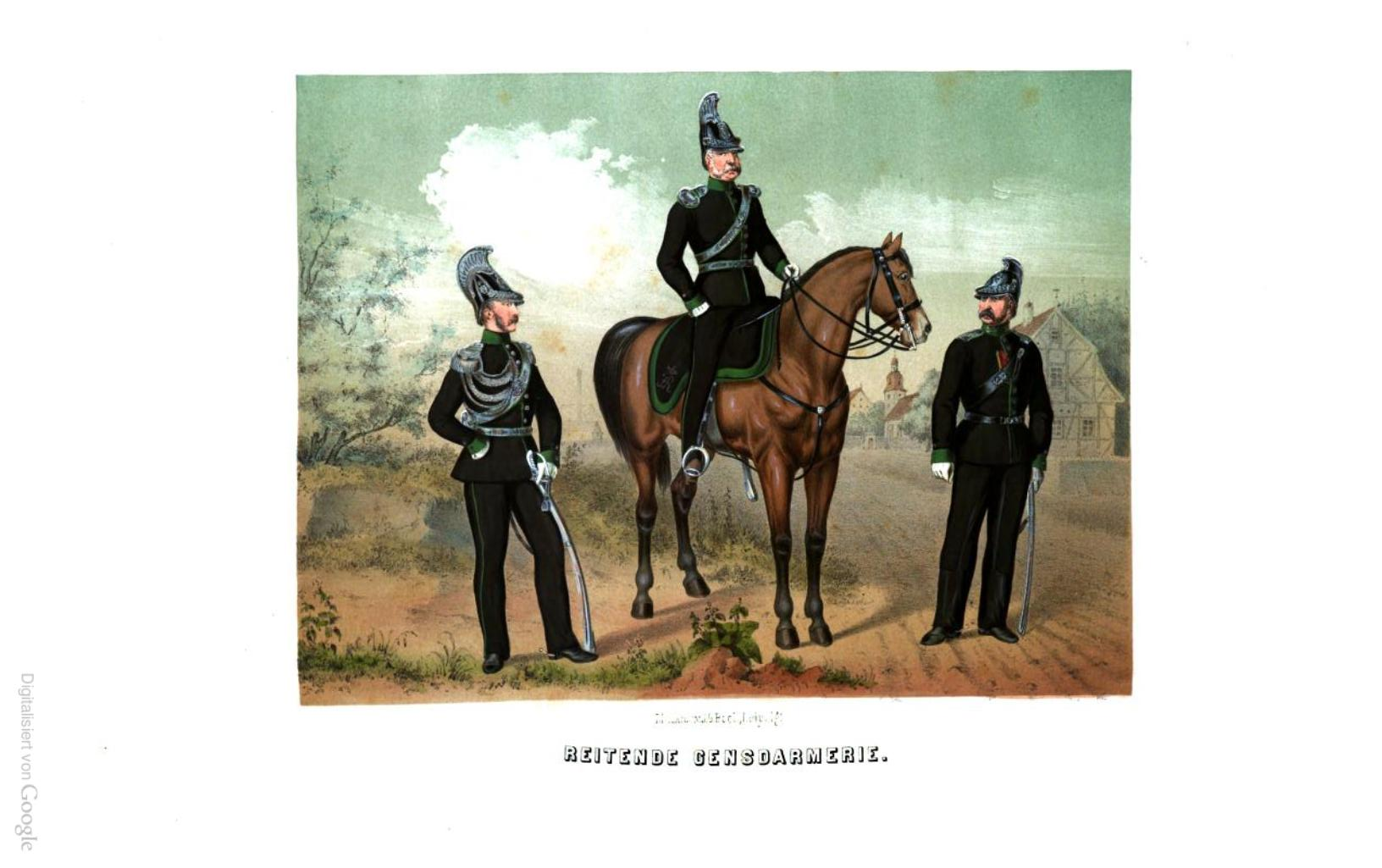
Sächsische uniformen gendarmerie reitende 1859

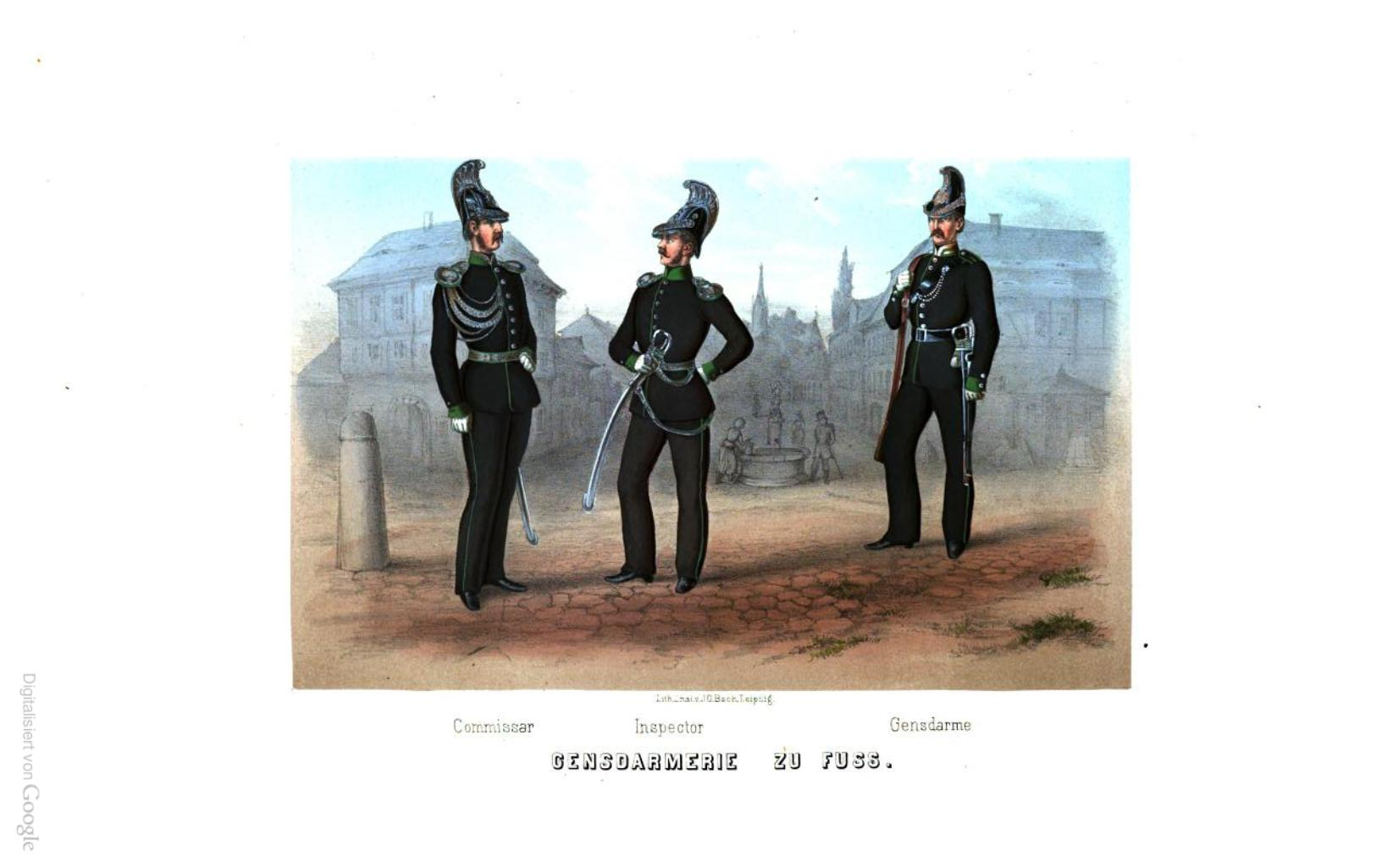
Sächsische uniformen gensdarmerie zu fuß 1859

Wie zahlreiche andere deutsche Gendarmerien wurde die königlich-sächsische Gendarmerie in Folge der Koalitionskriege im ersten bzw. zweiten Jahrzehnt des 19. Jahrhunderts gegründet, wobei die französische Gendarmerie impériale in der Regel als Vorbild diente. Ursprünglich bestand die sächsische Gendarmerie aus zwei Gendarmerien in den Erblanden und in der Oberlausitz. Die Gründung erfolgte durch Allerhöchste Order am 23. Juni 1809. Um 1815 gab es Überlegungen, sie wie in anderen deutschen Bundesstaaten militärisch zu organisieren. Davon wurde letztlich Abstand genommen, da man eine derartige Struktur zur Erfüllung der spezifischen Polizeiaufgaben für ineffektiv hielt.  
Offenbar auf Grund der Sächsischen Verfassung von 1831 erfolgte 1835 die Zusammenlegung der beiden Gendarmerien zu einem Korps mit einheitlicher Uniformierung. Zu diesem Zeitpunkt wurde die Gendarmerie massiv durch Hilfsgendarmen der Sächsischen Armee unterstützt. Allein im Leipziger Kreis dienten 1832 neben 32 regulären Gendarmen 45 Hilfsgendarmen.
1854 erfolgte nach französischem Vorbild die Einführung von Gendarmerie-Brigaden in einer Stärke von zwei bis vier Gendarmen.
Zum 1. Januar 1860 wurde mit dem „Gendarmerie-Blatt“ ein Fahndungsblatt eingeführt, das später auch von außersächsischen Behörden abonniert wurde. 

### Organisation 1909
1909 hatte das Korps eine Stärke von 462 Mann:
- Gendarmerie-Oberinspektor: 1
- Sekretäre: 1
- Grenzpolizei-Kommissare: 2
- Wirtschaftsinspektoren: 1
- Kreisobergendarmen: 5
- Obergendarmen (einschließlich fünf Grenzpolizei-Inspektoren): 32
- Gendarmen: 413

Die Gendarmen verteilten sich 1909 in den 27 Amtshauptmannschaften des Königreichs auf 365 Standorte in 343 Gendarmeriedistrikten. Die Amtshauptleute waren die unmittelbaren Vorgesetzten der Obergendarmen.(S. 25f.) Der Oberinspektor war direkt dem Ministerium des Innern unterstellt. Die Grenzpolizei mit zwei Kommissaren, fünf Inspektoren und 27 Gendarmen war Teil des Korps. 

### Einstellungsvoraussetzungen, Ausbildung, Uniform, Ausrüstung, Bewaffnung
Die Ergänzung des Korps erfolgte ausschließlich aus dem Militär. Einstellungsvoraussetzungen waren eine Mindestkörpergröße von 1,70 m, eine ausreichende geistige Befähigung und körperliche Tauglichkeit. Nach der Übernahme aus dem Militär erfolgte eine sechsmonatige Probezeit. 1906 wurde die so genannte informatorische Beschäftigung vorgeschrieben. Sie bestand für die zukünftigen Gendarmen in einem sechswöchigen Unterricht, der am Sitz des Gendarmerie-Inspektors in Dresden durchgeführt wurde. Im Gegensatz zur preußischen Gendarmerie verfügte die sächsische zumindest bis 1909 nicht über eine Gendarmerieschule.
Die Uniform bestand ursprünglich aus einem hechtgrauen Rock mit grünen Aufschlägen und Abzeichen, grauen Beinkleidern, einem Hut mit einer Nummer und einem grünen Büschel für Fußgendarmen und einer grünen Feder für berittene Gendarmen. Die Bewaffnung bestand ursprünglich aus einem Seitengewehr, einer Kugelbüchse oder einer Pistole. Berittene trugen einen Säbel und zwei Pistolen. 
1849 wurde ein dunkelgrauer Waffenrock eingeführt, 1907 graue Litewken mit einem Umlegekragen für die Sommerzeit. 1907 wurde ein Regenumhang eingeführt. Die dienstliche Benutzung von Fahrrädern war seit 1896 erlaubt. 1908 bestand die Bewaffnung aus einem Seitengewehr, einem Mehrladekarabiner und einer Mehrladepistole Modell Dreyse. Der Waffengebrauch wurde 1896 in einer entsprechen Instruktion neu geregelt.

## Erster Weltkrieg und Novemberrevolution
Über den Einsatz der Gendarmerie im Ersten Weltkrieg ist nichts Näheres bekannt. Als Folge der Novemberrevolution und der Gründung des Freistaats Sachsen wurden 1919 die königlichen Abzeichen an der Uniform entfernt und durch freistaatliche ersetzt. Im Gegensatz zu anderen deutschen Gendarmerien musste die sächsische nicht entmilitarisiert werden, da ihre Angehörigen keinen militärischen Status besaßen. 